# Montgradail
Montgradail ist eine französische Gemeinde mit 49 Einwohnern (Stand 1. Januar 2022) im Département Aude in der Region Okzitanien. Sie gehört zum Kanton La Piège au Razès und zum Arrondissement Limoux. 
Sie grenzt im Westen und im Nordwesten an Hounoux, im Norden an La Courtète, im Osten an Mazerolles-du-Razès, im Südosten an Bellegarde-du-Razès und im Südwesten an Escueillens-et-Saint-Just-de-Bélengard. 

## Bevölkerungsentwicklung
| Jahr      | 1962 | 1968 | 1975 | 1982 | 1990 | 1999 | 2008 | 2017 |
| --------- | ---- | ---- | ---- | ---- | ---- | ---- | ---- | ---- |
| Einwohner | 79   | 76   | 61   | 60   | 60   | 65   | 59   | 47   |